# Anthidium albitarse
Anthidium albitarse là một loài Hymenoptera trong họ Megachilidae. Loài này được Friese mô tả khoa học năm 1917.